# 이지함
이지함(李之菡, 1517년 ~ 1578년)은 조선 중기의 학자이다. 본관은 한산이며, 호는 토정(土亭)·수산(水山)이다. 출생지는 보령이다. 사헌부 감찰, 우봉현령을 지낸 이치의 아들이며, 친형 성암 이지번의 문인이고 이산해의 작은아버지이다. 이덕형은 그의 조카사위이다. '토정'이라는 호는 그가 마포 나루에 자기가 사는 집을 흙으로 쌓고 그 위를 평평하게 해서 정자를 지은 것에서 비롯된 것이다.

## 생애
이지함은 맏형인 이지번과 개성의 서경덕으로부터도 글을 배웠다고 한다. 선조 때 뛰어난 행실로 벼슬에 올라 포천 현감을 거쳐 아산 현감을 지냈다. 그 성품은 기위(奇偉)하고 효성과 우애가 돈독했다고 한다. 재물에 욕심이 없어 평생 가난한 생활을 하였고, 항상 베옷과 짚신을 신었다. 의약·복서·천문·지리·음양 등에 통달했으며 괴상한 행동과 예언 등의 일화가 많다. 이이와 친하여 성리학을 배우라는 권고를 받았으나 욕심이 많아 배울 수 없다고 거절했다.

## 평가
- 이이: "(이지함을) 물건에 비유하자면 기화 이초(奇花異草)와 진금괴석(珍禽怪石) 같다."[3]
- 조헌: "마음이 깨끗하고 사욕이 적어서 고결한 행실은 세상에 모범이 되었다."[9]
- 《조선왕조실록》: "백성을 다스림에 있어서는 돌보는 정성을 다했으며, 맑은 마음에 욕심이 적고 뛰어난 식견을 가졌다."[10]

## 상훈과 추모
1713년(숙종 39) 이조판서(吏曹判書)에 추증되었으며, 1718년(숙종 44) 문강(文康)이라는 시호를 받았다.

## 묘소
1992년 《이지함선생묘》가 충청남도의 문화재자료 제320호로 지정되었다.

## 가족 관계
- 증조 - 이우(李堣, 1432년 ~ ?) : 성균관대사성(成均館大司成), 증(贈) 참판(參判), 이계전(李季甸, 1404년 ~ 1459년)의 아들
  - 조부 - 이장윤(李長潤) : 봉화현감(奉化縣監), 증 이조판서(吏曹判書)
    - 아버지 - 이치(李穉, 1477년 ~ 1530년) : 수원판관(水原判官), 증 좌찬성(左贊成)
    - 어머니 - 진사(進士) 김맹권(金孟權)의 장녀
      - 형 - 이지영(李之英)
      - 형 - 이지번(李之蕃, 1508년 ~ 1575년) : 내자시정(內資寺正), 증 영의정(領議政)-이산해의 아버지
      - 형 - 이지무(李之茂) : 생원(生員), 증 영의정·한창부원군(韓昌府院君), 이산보(李山甫, 1539년 ~ 1594년)의 아버지

## 저서
- 《토정비결》
- 《토정유고》

## 전기 자료
- 《선조수정실록》 권12, 선조 11년(1578) 7월 1일(경술) 2번째 기사
- 이관명, 《병산집》 권11, 토정 이공 시장
- 이산해, 《아계유고》 권6, 숙부 묘갈명
- 신병주, 《이지함 평전》, 글항아리, 2008년 12월 19일

## 관련 대중문화 작품

### 텔레비전 드라마
- 《임꺽정》 (SBS, 1996년, 배우: 권성덕)
- 《화정》 (MBC, 2016년, 배우:김호영)
- 《옥중화》 (MBC, 2016년, 배우:주진모)

## 참고 자료
- 「영락에서 탕평까지」, 이지함(李之함)의 대인설, 심재기 저, 서울대학교출판부(2006년, 99~101p)
- 「와룡의 터」, 토정비결의 저자는 토정 이지함, 청오 정와룡 저, 답게(2007년, 183~185p)